# Козел, Йиндржих
Йиндржих Козел из Пецлиновце (чеш. Jindřich Kozel z Peclinovce; умер 21 июня 1621, Прага, Чешское королевство) — пражский мещанин, член городского совета Нове-Места. Примкнул к антигабсбургскому восстанию 1618 года, занимал должность военного комиссара. После поражения был приговорён к смерти за измену, оскорбление величества и казнён на Староместской площади вместе с 26 своими товарищами. Поскольку очерёдность зависела от социального положения осуждённых (сначала паны, потом рыцари, потом мещане), Йиндржиха Козела обезглавили в числе последних, 23-м.
Имя Йиндржиха Козела выбито на мемориальной доске, которую установили на стене Староместской ратуши. О казни его и товарищей напоминают кресты на брусчатке на Староместской площади.